# Panope
Panope oder Panopeia (altgriechisch Πανόπη Panópē oder Πανόπεια Panópeia; inschriftlich auch Πανοπηα) ist in der griechischen Mythologie eine Tochter des Nereus und der Okeanide Doris und somit eine der Nereiden.
Homer erwähnt sie in der Ilias im Rahmen seiner Aufzählung der Nereiden, ebenso Hesiod in seiner Theogonie. Im Nereidenkatalog bei Hyginus Mythographus fehlt sie genauso wenig wie im entsprechenden Katalog der Bibliotheke des Apollodor. Darüber hinaus kennen sie Aratos von Soloi in seinen Phainomena und Nonnos von Panopolis in seinen Dionysiaka, dieser in der Namensform Panopeia, die auch bei Vergil sowohl in der Aeneis als auch in den Georgica vorkommt. Panope wurde auch in der griechischen Vasenmalerei dargestellt. Inschriftlich ist sie als Panopea belegt.
Nach ihr wurde der Asteroid (70) Panopaea benannt.